# Bagumbayan, Sultan Kudarat
Bagumbayan là một đô thị hạng 3 ở tỉnh Sultan Kudarat, Philippines. Theo điều tra dân số năm 2000, đô thị này có dân số 53.444 người trong 10.368 hộ.

## Các đơn vị hành chính
Bagumbayan được chia thành 19 barangay.
| - Bai Sarifinang - Biwang - Busok - Chua - Daguma - Daluga - Kabulanan - Kanulay - Kapaya - Kinayao | - Masiag - Monteverde - Poblacion - Santo Niño - Sison - South Sepaka - Sumilil - Titulok - Tuka |